# Clint Houston
Clint Houston (24. června 1946 New Orleans – 7. června 2000 New York) byl americký jazzový kontrabasista. Jeho otec hrál na klavír. Od tří let žil v Washington, D.C. a počínaje rokem 1953 v New Yorku. Zde studoval například na Queen's College. V roce 1969 hrál se zpěvačkou Ninou Simone. Později spolupracoval s mnoha dalšími hudebníky, mezi něž patří například Woody Shaw, John Scofield, Charles Tolliver, Azar Lawrence a Sonny Greenwich.